# 安达曼钩腕乌贼
安达曼钩腕乌贼（学名：Abralia andamanica），或稱安達曼鉤腕魷，为武装乌贼科钩腕乌贼属的动物。分布于日本群岛、菲律宾群岛、丹老群岛、安达曼海及南海北部等海域，多生活于水深約250－1000米处。该物种的模式产地在安达曼海。